# إل 410 إن جي
إل 410 إن جي («الجيل الجديد») (Aircraft Industries L 410 NG) هي طائرة ذات محركين، وبسعة 19 مقعد، تم تصنيعها بواسطة الشركة التشيكية، شركة صناعات الطائرات (ليت كونوفيتسي سابقًا). الطائرة هي نسخة مطورة من Let ليت إل-410 UVP-E20. تمت الرحلة الأولى في 29 يوليو 2015. بدأ الإنتاج التسلسلي للطائرة «إل 410 إن جي» في مارس 2018.

## التطوير
تم إطلاق تطوير «إل 410» المحدث في عام 2010. تم تقديم النموذج الأولي الأول «إل 410 إن جي» للجمهور في 15 يوليو 2015 في مطار كونوفيتشي ‏ في سلوفاكو. تمت الرحلة الأولى في 29 يوليو 2015 في مطار كونوفيس. حيث تم التحقق من الخصائص الأساسية الرحلة وأداء الطائرة، فضلا عن حسن سير العمل في نظام التحكم في الطائرة، وحدة الدفع، ونظام الوقود، وإلكترونيات الطيران وأنظمة الملاحة.

## التصميم
بالمقارنة مع الموديلات السابقة، فإن «إل 410 إن جي» لديها تغييرات كبيرة. يأتي مع محركات مروحة توربينية جديدة وأكثر قوة من صناعة جنرال إلكتريك (GE H85-200)، بالإضافة إلى مراوح (AV-725) الأكثر هدوءًا؛ تصميم جناح جديد يتميز بخزان وقود متكامل؛ قمرة قيادة أكثر حداثة من غارمن؛ وحجرة أمتعة أكبر.
مع هذه التحسينات، ضاعفت «إل 410 إن جي» المسافة القصوى التي يمكن أن تطير بها ويمكن أن تحمل 500 كيلوغرام في حمولة زائدة عن الطراز السابق. مثل سابقتها (L 410 UVP-E20)، سيتم بيعها بجميع الأشكال. وهي مخصصة لشركات الطيران التجارية والوكالات الحكومية والمنظمات غير الحكومية والقوات المسلحة. بالإضافة إلى إصدار خاص للركاب المسافرين، يمكن أيضًا تهيئتها كطائرة شحن. يمكن استخدامه بشكل خاص في الدول الجزرية حيث توجد مشكلة في التزود بالوقود في الجزر النائية.

## التاريخ التشغيلي
تم إجراء سلسلة من رحلات الاعتماد وفقًا للوائح ذات الصلة. معتمد من قبل وكالة سلامة الطيران الأوروبية (EASA) ولجنة الطيران الدولية الروسية (MAK). بدأ التطوير في أبريل 2010، تكلفة المشروع 568 مليون كرونة، 237 مليون تم دفعها من قبل وزارة الصناعة والتجارة في جمهورية التشيك.
في مارس 2018، بدأ الإنتاج التسلسلي. تم إنتاج أول مسلسل لطائرة «إل 410 إن جي» إلى عميل في روسيا. من المقرر إنتاج 16 طائرة في عام 2019، سيتم نقل نصفها إلى روسيا، وسيتم تسليم ست طائرات إلى كازاخستان واثنتان إلى بولندا.

## مواصفات (L 410NG)
البيانات من L 410
الخصائص العامة
- طاقم: 2
- سعة: 19 راكب / 2,300 كـغ (5,071 رطل) حمولة
- طول: 15.074 م (49 قدم 5 بوصة) [5]
- باع الجناح: 19.478 م (63 قدم 11 بوصة)
- ارتفاع: 5.969 م (19 قدم 7 بوصة)
- مساحة الجناح: 34.86 م2 (375.2 قدم2)
- جناح حامل: root: جناح NACA الحامل؛ tip: جناح NACA الحامل[6]
- Cabin volume for passengers: 17.9 م3 (632 قدم3)
- Passenger doors: 0.8 م × 1.46 م (2 قدم 7 بوصة × 4 قدم 9 بوصة)
- Cargo door: 1.25 م × 1.46 م (4 قدم 1 بوصة × 4 قدم 9 بوصة)
- Seat pitch at max. Capacity: 0.76 م (2 قدم 6 بوصة)
- Luggage compartment volume: 2.98 م3 (105 قدم3)
- وزن الإقلاع الأقصى: 7,000 كـغ (15,432 رطل) * Maximum landing weight: 6,800 كـغ (14,991 رطل)
- سعة الوقود: 2,254 كـغ (4,969 رطل)
- محركات: 2 × General Electric H85-200 محرك مروحة عنفية engines
- مراوح: 5-ريشة Avia-725 constant-speed proellers

أداء
- السرعة القصوى: 417 كم/س (259 ميل/س؛ 225 عقدة) TAS
- مدى: 2,750 كـم (1,709 ميل؛ 1,485 nmi) at FL140 with reserve fuel
- قدرة التحمل: 10 hours 30 minutes
- سقف الخدمة: 6,100 م (20,013 قدم)
- Service ceiling on one engine: 3,900 م (12,795 قدم) (ISA, 95% MTOW, 15 م/د (50 قدم/د) climb rate )
- Absolute ceiling: 8,230 م (27,001 قدم)
- معدل الصعود: 8.5 م/ث (1,670 قدم/د) ::::1.7 م/ث (6 قدم/ث) on one engine
- Take-off run: 600 م (1,969 قدم)
- Landing run: 590 م (1,936 قدم)